# Габдулла Тукай
Габдулла́ Тука́й (Габдулла Мухамедгаріфовіч Тукаєв, тат. Ğabdulla Tuqay, Ğabdulla Mөxəmmətğərif uğlı Tuqayev; *14 (26) квітня 1886, с. Кушлауч, Казанський повіт, Казанська губернія — †2 (15) квітня 1913, Казань)) — татарський письменник й громадський діяч, публіцист та перекладач.

## Життєпис
Тукай походив з родини простого мулли. Коли йому виповнилося чотири місяці, він втратив батька, а у віці чотирьох років став круглим сиротою. У 1892—1895 рр. його життя проходить у сім'ї селянина Сагді у селі Кирлай, недалеко від Кушлауч. Тут Габдулла почав долучатися до трудового селянського життя, зазнав його радості і гіркоти, став вчитися і, як він сам потім зізнавався у своїх спогадах, Кирлай відкрило йому очі на життя. Дійсно, враження кирлайского періоду залишили у пам'яті і творчості поета глибокий слід любові до рідної землі та її простим щиросердим людям (дія поеми «Шурале» відбувається саме у цьому селі).
Надалі дитинство Габдулли продовжувалося в місті Уральську. Тут його прийняла родина купця Галіаскара Усманова, де була господинею його тітка по лінії батька. Він навчався у медресе прогресивно налаштованої родини меценатів Тухватулліних, одночасно відвідуючи російський клас і виявляючи високу обдарованість у навчанні.
На початку 1907 Тукай залишає медресе «Мутигія» (Тухватулліних). Починається його «вільне життя». Третьочервневий переворот 1907 року означав рішучий наступ реакції на демократію. Восени 1907 Тукай приїжджає до Казані, щоб присвятити свою діяльність новим творчим завданням. Тут він швидко входить у літературні кола і зближається з молоддю, що гуртувалася навколо газети «Аль-Іслах» («Реформа») — Фатіх Амірхан та інші. Усі свої творчі можливості Тукай у цей період присвячує сатирично-гумористичним журналам «Яшен» («Блискавка»), «Ялт-юлт» («Зірниця»).

## Вірш: Про свободу
Цензури не стало, люди. 

Де рабство, де гніт? — питаю. 

Вдихаймо на повні груди 

Відродження свого краю.

Рівні у братньому колі 

Нарешті зійшлися народи. 

Біла намітка — для волі. 

Сірий кожух — для свободи.

Заводи мовчать похмурі, 

Ситі робочою кров'ю. 

Віднині кінець цензурі 

З іудиною любов'ю.

Загинуло нас немало. 

Світ у жалобі трагічній. 

Нас як би не катували, — 

Незнищимі ми, бо вічні.

Шакирде, студенте, додолу 

Ніхто з нас не впав од страху. 

О, не забути ніколи, 

Як гордо ми йшли на плаху!

Кайдани взялись іржею, 

Розпалися, наче глина.

Над звільненою землею 

Воскресла душа солов'їна.

Я свого нащадка бачу — 

Ми долю круту обрали, 

Занурену в кров гарячу 

Революційної правди.

## Вшанування пам'яті
В 1958 р. встановлений  пам'ятник Габдуллі Тукаю в Казані на вулиці Пушкіна в сквері імені Г. Тукая в Вахітовському районі міста.  Пам'ятник визнаний об'єктом культурної спадщини федерального значення.